# Geheimnis um

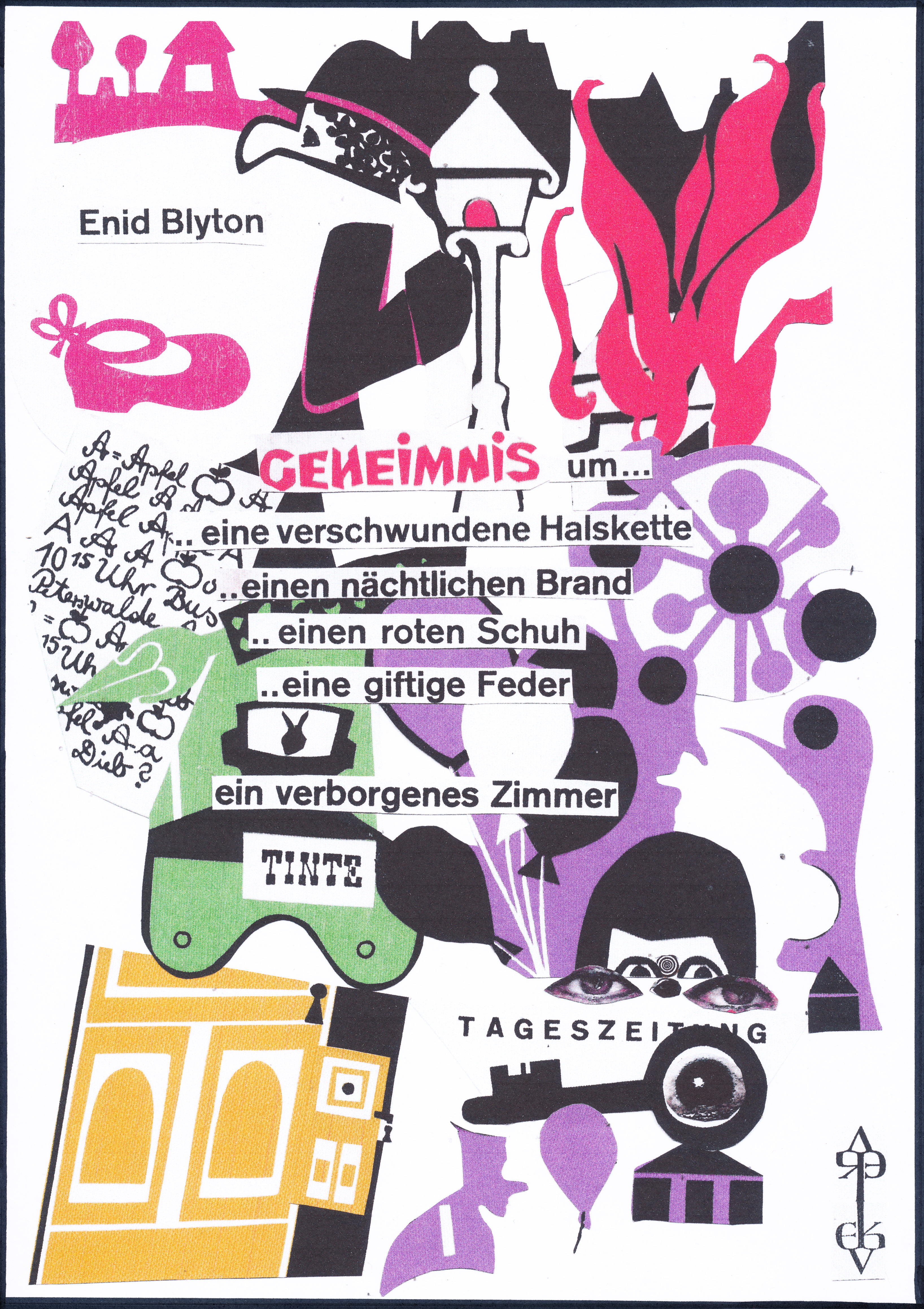
Collage der Buchcover (Auflagen 1971/72)

Geheimnis um … (Originaltitel: Mystery of bzw. Five Find-Outers) ist eine Kinderbuchserie, die die britische Autorin Enid Blyton zwischen 1943 und 1961 veröffentlicht hat und die in Deutschland ab 1953 im Erika Klopp Verlag erschien.

## Inhalt
In den Büchern geht es um fünf Kinder und einen Hund aus Peterswalde (Peterswood), die in den Ferien geheimnisvolle Fälle aufklären. Sie nennen sich „Die sechs Spürnasen“. Dabei kommen sie jedes Mal dem dicken Dorfpolizisten Grimm (Goon) zuvor. Am Ende treffen sie sich immer mit Inspektor Jenks und erzählen die ganze Geschichte mit Auflösung.

## Hauptpersonen der Erstübersetzung
- Dicki (Fatty): Dietrich Ingbert Carl Kronstein (Frederick Algernon Trotteville) wird wegen der Initialen seines Namens und wegen seines Übergewichts Dicki (Fatty) genannt. Er ist das klügste der Kinder und seit dem dritten Buch Anführer der „Spürnasen“. Dicki ist ein Meister im Maskieren und hat in seinem Schuppen Unmengen an Verkleidungsutensilien. Er nutzt diese, um den Dorfpolizisten an der Nase herumzuführen und Verbrechen aufzuklären. Seine Eltern sind nicht sehr streng und lassen ihm viele Freiheiten.
- Gina und Rolf (Daisy und Larry): Gina (Daisy) heißt eigentlich Regine (Margaret) Tagert (Daykin), Rolfs (Larrys) richtiger Name ist Rudolf (Laurence) Tagert (Daykin). Die beiden sind Geschwister. Rolf war in den beiden ersten Büchern der Anführer, da er der Älteste ist.
- Flipp und Betti (Pip und Betsy): Philipp und Elisabeth Hillmann (Hilton), wie das Geschwisterpaar wirklich heißt, streiten sich wegen des Altersunterschieds von 4 Jahren sehr oft. Betti würde auch oft ausgeschlossen werden, wenn Dicki nicht ein gutes Wort für sie einlegen würde. Dabei kommt oft nur sie auf den entscheidenden Punkt im Geheimnis.
- Purzel (Buster): Purzel ist Dickis kleiner Scotchterrier. Er hat, wie alle kleinen Hunde in Peterswalde, die Angewohnheit, an Herrn Grimms Hosenbeinen herumzuknabbern. Deshalb macht Herr Grimm immer einen großen Bogen um ihn.
- Herr Grimm (Mr. Goon): Der Dorfpolizist, der oft mit seinem Rad durch Peterswalde saust. Er ärgert sich immer über die Spürnasen, die sich, wie er es ausdrückt, „in Dinge einmischen, die sie nichts angehen.“ Da er immer „Weg da!“ ruft, wenn er die Spürnasen sieht, haben die ihm den Spitznamen „Wegda“ gegeben. Man kann sich darauf gefasst machen, dass es lustig wird, sobald Wegda auf die Spürnasen trifft. Er wartet immer auf Beförderung.
- Ern Grimm: Ern ist die Abkürzung für Ernst. Ern ist der Neffe von Herrn Grimm und muss manche Ferien bei seinem Onkel verbringen, der ihn aber schlecht behandelt. Er ist etwas einfältig, schreibt „Pösie“ (Poesie, was ihm aber mehr schlecht als recht gelingt) und hilft den sechs Spürnasen, wenn er seine Ferien in Peterswalde verbringt.
- Inspektor Jenks: Grimms Chef und Freund der Spürnasen. Er freut sich darauf, Dicki eines Tages als jungen Mitarbeiter bei der Polizei zu haben.

### Neuübersetzung
Im Jahr 2000 wurde die Reihe neu übersetzt und die eingedeutschten Namen meist durch die Originalnamen ersetzt:
- Peterswood statt Peterswalde
- Frederick (Frederick Algernon Trotteville) „Fatty“ statt Dietrich „Dicki“ Kronstein
- Daisy (Margaret) und Laurence Daykin („Larry“) statt Regine „Gina“ und Rudolf „Rolf“ Tagert
- Philipp („Pip“) und Elisabeth („Betsy“) Hilton statt Philipp „Flipp“ und „Betti“ Hillmann
- Hund Scotty statt Purzel (im Original Buster)
- Mr. Goon „Clear Orf“ (clear off) statt Herr Grimm, alias „Weg-da“, der Dorfpolizist

## Werke nach Entstehungsjahr
| Nr. | Deutscher Titel                           | Jahr | Originaltitel                       | Jahr |
| --- | ----------------------------------------- | ---- | ----------------------------------- | ---- |
| 01  | Geheimnis um einen nächtlichen Brand      | 1953 | The Mystery of the Burnt Cottage    | 1943 |
| 02  | Geheimnis um eine siamesische Katze       | 1953 | The Mystery of the Disappearing Cat | 1944 |
| 03  | Geheimnis um ein verborgenes Zimmer       | 1954 | The Mystery of the Secret Room      | 1945 |
| 04  | Geheimnis um eine giftige Feder           | 1954 | The Mystery of the Spiteful Letters | 1946 |
| 05  | Geheimnis um eine verschwundene Halskette | 1954 | The Mystery of the Missing Necklace | 1947 |
| 06  | Geheimnis um ein Haus im Walde            | 1955 | The Mystery of the Hidden House     | 1948 |
| 07  | Geheimnis um eine Tasse Tee               | 1955 | The Mystery of the Pantomime Cat    | 1949 |
| 08  | Geheimnis um einen unsichtbaren Dieb      | 1956 | The Mystery of the Invisible Thief  | 1950 |
| 09  | Geheimnis um einen entführten Prinzen     | 1957 | The Mystery of the Vanished Prince  | 1951 |
| 10  | Geheimnis um einen roten Schuh            | 1959 | The Mystery of the Strange Bundle   | 1952 |
| 11  | Geheimnis am Holunderweg                  | 1960 | The Mystery of Holly Lane           | 1953 |
| 12  | Geheimnis um ein gestohlenes Bild         | 1961 | The Mystery of Tally-Ho Cottage     | 1954 |
| 13  | Geheimnis um einen Wohnwagen              | 1962 | The Mystery of the Missing Man      | 1956 |
| 14  | Geheimnis um eine Efeuvilla               | 1963 | The Mystery of the Strange Messages | 1957 |
| 15  | Geheimnis um ein blaues Boot              | 1964 | The Mystery of Banshee Towers       | 1961 |

## Inhalt der einzelnen Bücher
1. Geheimnis um einen nächtlichen Brand: Das als Arbeitszimmer benutzte Gartenhaus des Griesgrams Schluck brennt – mitsamt seinen wertvollen Papieren, die er glücklicherweise versichern ließ. Es wird festgestellt, dass das Feuer mit Benzin entfacht wurde. Es handelt sich also um Brandstiftung. Die Spürnasen machen sich auf die Suche nach dem Täter.
2. Geheimnis um eine siamesische Katze: Eine wertvolle Katze verschwindet aus dem Nachbargarten. Die Spürnasen stellen Ermittlungen an. Doch wird ihr neuer Freund Luke verdächtigt. Nun müssen sie es schaffen, die Unschuld ihres Freundes zu beweisen, und gleichzeitig den Täter zu entlarven.
3. Geheimnis um ein verborgenes Zimmer: Durch Zufall entdecken die Spürnasen ein eingerichtetes und anscheinend bewohntes Zimmer in einem ansonsten leerstehenden Haus. Im Laufe der Ermittlungen wird Dicki entführt und soll seine Freunde in eine Falle locken.
4. Geheimnis um eine giftige Feder: Ein Unbekannter verschickt anonyme Briefe voller Verleumdung und Boshaftigkeit. Trotz großer Bemühungen der Erwachsenen, die Spürnasen aus der Sache herauszuhalten, ermitteln die Kinder, wer der Absender sein könnte. Als sie nicht mehr weiterwissen, verhilft ihnen ausgerechnet Herr Grimm versehentlich zu den entscheidenden Indizien, um den Täter zu überführen.
5. Geheimnis um eine verschwundene Halskette: In Peterswalde ist ein Jahrmarkt zu Gast. Auch scheint es wieder ein Geheimnis zu geben. Während Herr Grimm auffallend aktiv ist, haben die Spürnasen jedoch nicht die geringste Ahnung, worum es sich handeln könnte. Hat es mit der Bande zu tun, die bei Einbrüchen wertvolle Schmuckstücke stiehlt? Als Dicki sich wieder maskiert und auf dem Jahrmarkt in verschiedene Rollen schlüpft, sind die Spürnasen plötzlich mitten in spannenden und gefährlichen Ereignissen.
6. Geheimnis um ein Haus im Walde: Eigentlich wollen die Spürnasen Herrn Grimms Neffen Ern, der zu Besuch ist, nur einen schönen Streich spielen. Dazu gaukeln sie ihm ein erfundenes Geheimnis vor. Doch während Herr Grimm sich unerwartet um die Aufklärung des falschen Geheimnisses bemüht, macht Ern tatsächlich eine sonderbare Entdeckung: In einem einsamen Haus im Wald passieren nachts verdächtige Dinge. Als die Spürnasen nachforschen, wird Ern plötzlich von Verbrechern entführt.
7. Geheimnis um eine Tasse Tee: Der Direktor eines kleinen Theaters in Peterswalde wird mit einem Schlafmittel betäubt und beraubt. Es stellt sich heraus, dass nur einer der Theatermitarbeiter der Täter gewesen sein kann. Unter besonderem Verdacht steht ein junger Schauspieler. Doch die Spürnasen glauben fest an seine Unschuld und wollen diese beweisen. Eine harte Nuss, denn alle anderen Schauspieler haben Alibis.
8. Geheimnis um einen unsichtbaren Dieb: Mitten am Tag werden in Peterswalde wertvolle Gegenstände aus Häusern gestohlen. Der Täter wird gehört und er hinterlässt auffällige Spuren. Doch keiner hat ihn je gesehen, obwohl er sich scheinbar überall wie selbstverständlich bewegt. Bei ihren Ermittlungen Herrn Grimm immer eine Nasenlänge voraus, durchschauen die Spürnasen schließlich den Trick des Täters.
9. Geheimnis um einen entführten Prinzen: Aus einem Zeltlager verschwindet ein ausländischer Prinz, der in Peterswalde zu Besuch ist. Vieles deutet auf eine Entführung hin – außer die Beobachtungen, die Herr Grimms Neffen Ern, Wern und Bern machen und den Spürnasen anvertrauen. Was ist mit dem Prinzen tatsächlich geschehen? Um dieses Geheimnis aufklären und den Prinzen befreien zu können, sind diesmal besonders scharfe Beobachtungsgabe und Mut nötig.
10. Geheimnis um einen roten Schuh: In ein Haus in Peterswalde wird nachts eingebrochen. Die Spürnasen ermitteln, dass der Bewohner in Pantoffeln und Morgenmantel geflüchtet sein muss. Hat er etwas Wertvolles bei sich gehabt, auf das der Einbrecher aus ist? Und warum behauptet der Mann nach seiner Rückkehr, dass bei ihm gar nicht eingebrochen worden sei? Als die Kinder unerwartet in den Besitz einiger Puppenkleider kommen, werden sie plötzlich von einem seltsamen Fremden verfolgt.
11. Geheimnis am Holunderweg: Einem alten Mann werden seine gesamten Bargeld-Ersparnisse gestohlen, die er versteckt in seinem Haus aufbewahrt hat. Einige Nächte später beobachtet Dicki den Diebstahl sämtlicher Möbel des Mannes. Um das Geheimnis aufklären zu können, müssen die Spürnasen mit der Enkelin des Mannes sprechen, die als einzige sonst das Geldversteck gekannt hat. Doch die junge Frau ist plötzlich ebenfalls verschwunden.
12. Geheimnis um ein gestohlenes Bild: Purzel lernt einen Pudel kennen, dessen Eigentümer kurz darauf mit einem gestohlenen wertvollen Bild fliehen. Sie lassen den Hund bei ihren Hausverwaltern zurück, die ihn auffallend schlecht behandeln. Eines Nachts macht Ern bei diesen Leuten rätselhafte Beobachtungen. Am nächsten Tag scheint jedoch alles beim Alten zu sein, nur der Pudel ist auf einmal wieder fröhlich. Als Dicki sich exakt wie der Hausverwalter maskiert, um Herrn Grimm anzuführen, erlebt er Erstaunliches und durchschaut schließlich die Täter.
13. Geheimnis um einen Wohnwagen: Die Spürnasen suchen einen entflohenen Sträfling, der sich unter den Schaustellern eines Jahrmarktes versteckt haben soll. Das möchte sich Eulalie, die mit ihrem Vater bei den Kronsteins zu Besuch ist, nicht entgehen lassen und folgt Dicki auf Schritt und Tritt. Die Indizien führen die Kinder zu einem Wohnwagenpark, wo die Polizei den Sträfling jedoch nicht finden kann. Doch Dicki lässt nicht locker. Kurz bevor er das Versteck des Verbrechers erkennt, wird er plötzlich überwältigt und eingesperrt. Kann Eulalie ihn befreien?
14. Geheimnis um eine Efeuvilla: Herr Grimm bekommt eine Reihe anonymer Briefe, in denen es um die „Efeuvilla“ geht. Da es eine solche in Peterswalde nicht gibt, vermutet Herr Grimm einen Streich der Spürnasen. Bei ihrer Suche nach der Villa stoßen die Kinder auf einen früheren Juwelenraub mit nach wie vor verschwundener Beute. Doch außer den Spürnasen interessieren sich auch noch gefährliche Personen für die Juwelen, die sich bei ihrem Vorhaben von niemandem stören lassen wollen.
15. Geheimnis um ein blaues Boot: Die Spürnasen besuchen eine Bilderausstellung in einem alten Turm, in dem außerdem ein altes Gespenst regelmäßig ein Klagelied heulen soll. Bei einem zweiten Besuch entdeckt Ern etwas sehr Sonderbares: Auf einem der Bilder ist ein kleines blaues Boot verschwunden, das tags zuvor noch da war. Bei den Nachforschungen der Kinder scheinen die Mitarbeiter des Turms jedoch deutlich gefährlicher zu sein als das Gespenst.

## Hörbücher
Seit 2002 sind drei der Bücher als Hörbücher bei Der Hörverlag erschienen:
- Geheimnis um einen unsichtbaren Dieb
- Geheimnis um ein verborgenes Zimmer
- Geheimnis um ein Haus im Wald

Sprecher dieser Hörbücher ist Philipp Schepmann.

## Hörspiele
Zwischen 1966 und 1982 erschienen elf der Bücher als Hörspiele auf Fontana Langspielplatte und Karussell MC (beides Label der PolyGram). Die Sprecher wechselten dabei von Folge zu Folge.